# Baureihe 423
Baureihe 423 – niemiecki elektryczny zespół trakcyjny produkowany w latach 1998–2007 dla kolei niemieckich.
Wyprodukowano 370 zespołów trakcyjnych. Zostały wyprodukowane do prowadzenia podmiejskich pociągów pasażerskich na zelektryfikowanych liniach kolejowych. Elektryczne zespoły trakcyjne eksploatowane są na regionalnych liniach kolejowych.